# Reflex de acomodare

Focalizarea luminii dintr-un singur punct al unui obiect îndepărtat și focalizarea luminii dintr-un singur punct al unui obiect apropiat.

Reflexul de acomodare (sau reflexul de acomodare-convergență) este o acțiune reflexă a ochiului ca răspuns la focalizarea asupra unui obiect apropiat, apoi la mutarea privirii către un obiect îndepărtat (și invers), cuprinzând modificări coordonate ale convergenței⁠(d), curburii cristalinului (acomodarea⁠(d)) și dimensiunii pupilei. El este dependent de nervul cranian II (membrul aferent⁠(d) al reflexului), centrii superiori (interneuron⁠(d)) și nervul cranian III (membrul eferent⁠(d) al reflexului). Schimbarea formei cristalinului este controlată de mușchii ciliari din interiorul ochiului. Modificările intervenite în contracția mușchilor ciliari modifică distanța focală a ochiului, determinând focalizarea pe retină a imaginilor mai apropiate sau mai îndepărtate; acest proces este cunoscut sub numele de acomodare. Reflexul, controlat de sistemul nervos parasimpatic, implică trei răspunsuri: constricția pupilei, acomodarea cristalinului și convergența.
Un obiect apropiat (de exemplu, ecranul unui computer) are un câmp vizual⁠(d) mare, adică ochii primesc lumină din unghiuri largi. Ca urmare a mutării focalizării de la un obiect îndepărtat la unul apropiat, ochii converg. Mușchiul ciliar se contractă și îngroașă cristalinul, reducându-i astfel distanța focală, în timp ce pupila se contractă pentru a preveni pătrunderea în ochi a fasciculelor de lumină puternic divergente care lovesc periferia corneei și cristalinul și crearea unei imagini neclare.

## Interpretarea informației
Informația provenită din refracția luminii pe fiecare retină este transportată la lobul occipital⁠(d) prin nervul optic și radiația optică (după o sinapsă în corpul geniculat lateral al talamusului posterior), unde este interpretată ca vedere. Aria peristriată 19⁠(d) interpretează acomodarea și trimite semnale prin nucleul Edinger-Westphal⁠(d) și nervul cranian III către mușchiul ciliar, mușchiul drept medial⁠(d) și (prin fibre parasimpatice) mușchiul sfincter al pupilei⁠(d).

## Constricția pupilei și acomodarea cristalinului
În timpul reflexului de acomodare, pupila se contractă pentru a crește adâncimea de focalizare a ochiului prin blocarea luminii împrăștiate de periferia corneei. Apoi, cristalinul își mărește curbura pentru a deveni mai biconvex, crescând astfel puterea de refracție a ochiului. Mușchii ciliari sunt responsabili de răspunsul de acomodare al cristalinului.

## Convergența
Convergența⁠(d) este capacitatea ochiului de a realiza simultan rotația interioară a ambilor ochi unul spre celălalt. Această mișcare este utilă în efortul de a obține o focalizare mai clară asupra obiectelor din apropiere. Trei reacții apar simultan: ochii se mișcă, mușchii ciliari se contractă și pupilele devin mai mici. Această acțiune implică contracția mușchilor drepți mediali ai celor doi ochi și relaxarea mușchilor drepți laterali. Mușchiul drept medial, a cărui contracție mișcă ochiul, este inervat de neuronii motori din nervul și nucleul oculomotor.

## Focalizarea pe obiecte apropiate
Indicele de refracție al sistemului cornee-cristalin permite ochiului să producă imagini focalizate clar pe retină. Puterea de refracție rezidă în principal în cornee, dar modificările mai fine ale puterii de refracție a ochiului sunt realizate prin schimbarea formei cristalinului.
Pe măsură ce un obiect îndepărtat este adus mai aproape de ochi, imaginea se deplasează în spatele retinei, cauzând neclaritate la nivelul retinei. Această neclaritate este redusă la minimum prin presarea cristalinului pentru obținerea unei forme mai sferice, ceea ce provoacă mutarea din nou a imaginii în planul retinei.
Pentru a focaliza un obiect apropiat, mușchiul ciliar se contractă în jurul cristalinului pentru a-i micșora diametrul și a crește grosimea acestuia. Zonulele suspensoare Zinn⁠(d) se relaxează, iar tensiunea radială din jurul cristalinului este eliberată. Acest lucru face ca lentila cristalinului să capete o formă mai sferică, obținând o putere de refracție mai mare.

## Focalizarea pe obiecte îndepărtate
Atunci când ochiul se concentrează asupra unor obiecte îndepărtate, cristalinul se menține într-o formă aplatizată datorită tracțiunii ligamentelor suspensoare. Ligamentele trag marginile capsulei elastice a cristalinului⁠(d) spre corpul ciliar⁠(d) înconjurător și, opunându-se presiunii interne din interiorul cristalinului elastic, îl mențin relativ aplatizat.
La vizualizarea unui obiect îndepărtat, mușchiul ciliar se relaxează, diametrul cristalinului crește și grosimea acestuia scade. Tensiunea instalată de-a lungul ligamentelor suspensoare⁠(d) crește pentru a aplatiza cristalinul, a reduce curbura acestuia și a obține o putere de refracție mai mică.

## Circuitul neuronal
Trei regiuni alcătuiesc circuitul neuronal⁠(d) de acomodare: membrul aferent⁠(d), membrul eferent⁠(d) și neuronii oculomotori care se află între membrul aferent și eferent.
Membrul aferent al circuitului
Acest membru conține structurile principale: retina care conține axonii ganglionului retinian din nervul optic, chiasma⁠(d) și tractul, corpul geniculat lateral⁠(d) și cortexul vizual⁠(d).
Membrul eferent al circuitului
Acest membru include nucleul Edinger-Westphal⁠(d) și neuronii oculomotori. Funcția principală a nucleului Edinger-Westphal este de a trimite axoni în nervul oculomotor pentru a controla ganglionul ciliar⁠(d) care, la rândul său, își trimite axonii în nervul ciliar scurt pentru a controla irisul și mușchiul ciliar al ochiului. Neuronii oculomotori își trimit axonii în nervul oculomotor pentru a controla mușchiul drept medial⁠(d) și pentru a realiza convergența celor doi ochi.
Neuronii oculomotori
Neuronii care sunt interpuși între membrii aferent și eferent ale acestui circuit, includ cortexul de asociere vizuală⁠(d), care determină că imaginea este „defocalizată” și trimite semnale corective prin capsula internă și crus cerebri către nucleii supraoculomotori, și nucleii supraoculomotori (situați imediat superior nucleilor oculomotori⁠(d)), care generează semnale de control motor ce inițiază răspunsul de acomodare și trimite aceste semnale de control bilateral către complexul nuclear oculomotor.